# Emil Amsalem
Rabín Emil Amsalem také Emil Chajim Amsalem či Chajim Emil Amsalem (hebrejsky חיים אמיל אמסלם‎), narozen 12. října 1959, je izraelský politik a bývalý poslanec Knesetu za strany Šas a Am šalem.

## Biografie
Narodil se v Oranu v Alžírsku. Do Izraele se vystěhoval v roce 1970. Získal rabínskou ordinaci. Poprvé byl zvolen do Knesetu ve volbách v roce 2006 a obhájil své místo ve volbách v roce 2009. V roce 2011 opustil stranu Šas a v dubnu 2011 založil novou formaci Am šalem (Celý národ).
Amsalem je ženatý, má osm dětí a žije v Jeruzalémě.